# 杉原長房
杉原 長房（すぎはら ながふさ）は、安土桃山時代から江戸時代前期にかけての大名。豊臣秀吉の一門衆。豊後国杵築城主から但馬国豊岡亀城主に転じて、豊岡藩初代藩主となった。

## 経歴
天正2年（1574年）、羽柴秀吉（豊臣秀吉）の家老・杉原家次の長男として近江国小谷で生まれた。秀吉の妻・北政所（高台院）の従弟にあたる。姉に木下延俊や小早川秀秋らを生んだ雲照院がいる。
幼くして両親とは離れ浅野長政に育てられており、のち長政の娘を娶る。天正12年（1584年）の父・家次の死去により、家督を継いだと思われるが、定かではない。江戸時代に杉原氏旧臣が書き残した覚書（慶安4年2月5日付「青山六左衛門覚書」）によれば、家次は秀吉からの冷遇に耐えかねて自害し、これに激怒した秀吉が長房への跡目相続を許さなかったのだという。家次が預かっていた坂本城主には長政がなっている。
天正14年（1586年）より秀吉に仕えて、摂津の西代・尻池の地を与えられた。
天正17年（1589年）、従五位下伯耆守に叙任された。文禄元年（1592年）の文禄の役では肥前名護屋城に駐屯した。文禄2年（1593年）閏9月12日、3,000石を加増される。
慶長元年（1596年）、坂本から豊後国速見郡へ移封されて、杵築城（木付城）主とされた。
慶長2年（1597年）には但馬国豊岡城（亀城）へ移封され、播磨三木城の城代を兼ね、知行は3万石（城崎郡2万石、美含郡内1,000石、気多郡内1,000石、常陸小栗庄5,000石、近江内1,000石）。慶長3年（1598年）8月の主君・秀吉が死去すると、遺物金15枚を受領した。
慶長4年（1599年）正月、秀吉の子・豊臣秀頼に伺候。同年2月、播磨三木郡の代官を務めた。

慶長5年（1600年）の関ヶ原の戦いでは西軍に与して、細川幽斎が守る丹後田辺城を攻めたが、東軍に内通し、浅野長政の婿かつ北政所の従弟にあたることからか、戦後も所領を安堵された。
慶長16年（1611年）に舅の長政が死去すると、遺言によって常陸小栗庄5,000石を分与された。
慶長19年（1614年）の大坂冬の陣では酒井忠世の組（徳川秀忠旗本衆）に属して従軍。翌慶長20年（1615年）の夏の陣でも同じ組で、首級19を挙げた。
寛永6年（1629年）、56歳で死去、跡を長男の重長が継いだ。

## 系譜
- 父：杉原家次（1530?-1584）
- 母：某氏
- 養父：浅野長政（1547-1611）
- 正室：栄雲院（浅野長政の娘）
  - 長男：杉原重長（1616-1644）
  - 次男：杉原長俊（早世）
  - 長女：北条氏重正室
  - 次女：浅野長政の養女、 船越永景正室
  - 三女：長晴院（松平忠晴正室）
  - 四女：堀親昌[11]正室
  - 五女：浅野長晟養女、浅野高英室
  - 六女：竹中重常正室
  - 七女：青山幸通（尼崎藩主青山幸成の次男）継室
- 側室：某氏
  - 八女：上田重安（浅野家の家老）正室